# 新興七國

新興七國

新興七國（英語: Emerging 7，簡稱E7）為七個新興經濟體國家的簡稱：中國、印度、巴西、墨西哥、俄羅斯、印度尼西亞及土耳其。該術語由經濟學家約翰·霍克沃斯和戈登·庫克森於2006年在普華永道會計師事務所創造。